# 163. Infanterie-Division
La 163. Infanterie-Division fu una divisione dell'esercito tedesco attiva durante la seconda guerra mondiale, che venne creata nel 1939 e fu schierata in Norvegia e lungo il fronte orientale dove fu distrutta nel 1945.

## Storia

### Formazione e invasione della Norvegia
La divisione fu formata il 18 novembre 1939 nell'area di addestramento militare di Döberitz e nell'area di addestramento militare di Jüterborg. Il 1° gennaio 1940 le furono furono assegnati 3 battaglioni  per espandersi. Venne impiegata nell'invasione della Norvegia nel 1939, e lasciata in Norvegia come guarnigione.

### Fronte orientale
Tra il 1941 e il 1944 durante l'Operazione Barbarossa fu schierata nel settore meridionale del fronte orientale e prima del suo dispiegamento in Pomerania, la divisione ricevette un battaglione divisionale.Venne trasferita poi in Polonia nel 1945, dove fu travolta dall'offensiva sovietica e distrutta a marzo nella zona di Stargard dalla Prima armata polacca aggregata al Primo fronte bielorusso dell'Armata rossa. Il 1° aprile 1945 i suoi resti formarono il corpo della 3. Marine-Division e furono trasferiti alla Kriegsmarine.

## Ordine di battaglia
163. Infanterie-Division 1939
- Infanterie-Regiment 307
- Infanterie-Regiment 310
- leichte Artillerie-Abteilung 234

163. Infanterie-Division 1943
- Infanterie-Regiment 307
- Infanterie-Regiment 310
- Infanterie-Regiment 324
- Artillerie-Regiment 234
- Pionier-Bataillon 234
- Feldersatz-Bataillon 234
- Panzerjäger-Abteilung 234
- Infanterie-Divisions-Nachrichten-Abteilung 234
- Kommandeur der Infanterie-Divisions-Nachschubtruppen 234

## Comandanti
- General der Artillerie Erwin Engelbrecht (25 ottobre 1939 – 15 giugno 1942)
- General der Infanterie Anton Dostler (15 giugno 1942 – 28 dicembre 1942)
- Generalleutnant Karl Rübel (29 dicembre 1942 – 8 marzo 1945)[2]